# Pastora Martos
Pilar Llorens i Souto (la Corunya, 1929 - Sant Cugat del Vallès, 29 d'agost de 1999), sota el nom artístic de Pastora Martos, fou una ballarina, mestra de dansa, traductora, coreògrafa, gestora cultural, historiadora de la dansa i també crítica de ball galaicocatalana. Creadora de diverses companyies de dansa, fou una profunda coneixedora del folklore català.

## Biografia
Nascuda a la Corunya (Galícia), s'aficionà a la dansa des de la infantesa i en una família d'aficions musicals. Quan tenia dotze anys, la seva família s'instal·là a Barcelona, on ja hi tenia parents. El seu pare, catedràtic d'anglès, la impulsà a titular-se com a professora mercantil per la Universitat de Barcelona. Inicià amb dotze anys els seus estudis de dansa a Barcelona sota el mestratge de Josefina Cira i completà la seva formació a les escoles londinenques de Phyllis Bedells i Sadler's Weel School. Prestigiosa ballarina durant la dècada dels cinquanta, actuà en les més importants companyies del panorama peninsular: el Ballet de Joan Tena, els Ballets de América Latina, José de la Vega, Marienma, el Gran Ballet del Marqués de Cuevas, el Ballet del Teatro de la Zarzuela i el Ballet Español de Antonio.
Impulsà diverses companyies, com ara una de pròpia (1963) i el Jove Ballet de Catalunya (1986); centres d'ensenyament com la Escuela de Danza Pastora Martos a Barcelona (1968) i Sant Cugat del Vallès (1976), a més d'actuar com a professora de dansa a l'Institut del Teatre i l'INEF. Edità i mantingué publicacions com ara Monsalvat, primera revista espanyola de dansa de la qual fou cap de redacció. I escrigué, amb la seva voluntat d'historiadora, una Història de la Dansa a Catalunya (1987), que aviat esdevingué una referència.
Treballà també com a coreògrafa per a diverses companyies i com a traductora, historiadora i crítica de dansa col·laborà amb diverses publicacions internacionals. Com a resultat del seu prestigi en l'àmbit acadèmic i professional, actuà com a jurat en concursos i certàmens, i fou membre del Consell Assessor de la International Dance Alliance de Nova York, delegada a Espanya de l'Institut de Dansa i Art Coreogràfic Internacional de París (IDACI) i membre de l'Institut Internacional del Teatre (ITI) de la UNESCO.
Va morir amb setanta anys per causa d'un càncer. Tenia tres fills, Moisés Vivancos Llorens (el fill gran), Jacobo Vivancos Llorens (el fill mitjà) i Gala Vivancos Llorens (la filla petita).
Sant Cugat del Vallès li va dedicar un carrer al barri de Volpelleres en reconeixement de la seva trajectòria internacional i la seva participació en diverses entitats locals.

## Fons personal
El seu fons personal es conserva a l'Arxiu Nacional de Catalunya. El fons aplega la documentació produïda i rebuda per Pilar Llorens, en especial la relativa a la seva activitat professional en l'àmbit de l'ensenyament i la divulgació de la dansa. Inclou documentació sobre l'activitat familiar, en especial del seu pare, el professor Julio Llorens Ebrat. Pel que fa a l'activitat professional destaca la documentació relativa als seus centres d'ensenyament a Barcelona i Sant Cugat, la direcció del Jove Ballet de Catalunya, l'associació de divulgació i foment de la dansa Pro-Dansa i l'organització de diversos espectacles. L'obra creativa conté sobretot els materials elaborats per a la revista Monsalvat. El fons inclou correspondència de caràcter personal i relacionada amb la direcció de la revista, així com el testimoni de la seva participació com a jurat en diversos certàmens i premis de dansa i al Patronat del Centre Cultural de la Caixa de Terrassa. La part, però, amb diferència més voluminosa i rellevant del fons correspon als recursos d'informació aplegats per la productora, organitzats en 773 dossiers temàtics que inclouen tota mena d'informació en format textual i gràfic sobre dansa relatives a països, entitats, institucions, grups, companyies, coreògrafs i ballarins, corresponents a la segona meitat del segle xx.